# Casa Comella
La Casa Comella és un edifici modernista de Vic (Osona) protegit com a Bé Cultural d'Interès Local.

## Descripció

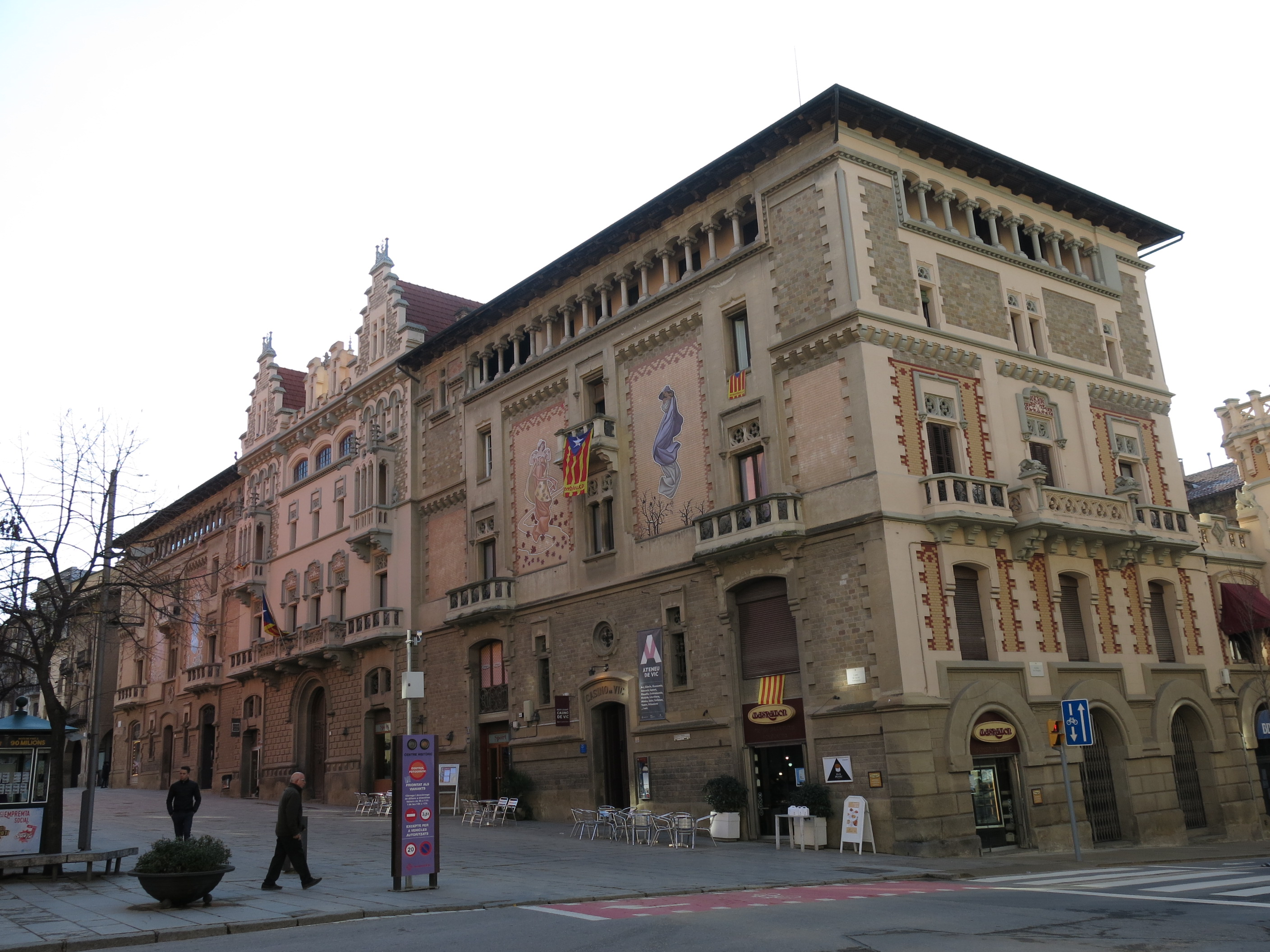
Vista general de la casa

Casa de grans dimensions que abasta gairebé una illa del centre de Vic, entre la plaça del Mercadal, el carrer Verdaguer i la rambla de l'Hospital. La façana principal es troba mirant el carrer Verdaguer, l'edifici consta de planta baixa, primer pis i segon pis i al damunt s'hi obren uns badius. El portal central de planta baixa és adovellat i al damunt s'hi formen unes grosses balconades i al segon pis unes tribunes. En aquests mateix cos s'hi observen dos capcers escalonats, que tenen una funció decorativa. A l'interior i a nivell de primer pis hi ha uns amplis jardins. També hi observem una torre de planta quadrada amb molts elements decoratius. Tota la casa està plena d'elements ornamentals que en certs moments tenen connotacions gòtiques com podem veure pels trencaaigües i les gelosies.

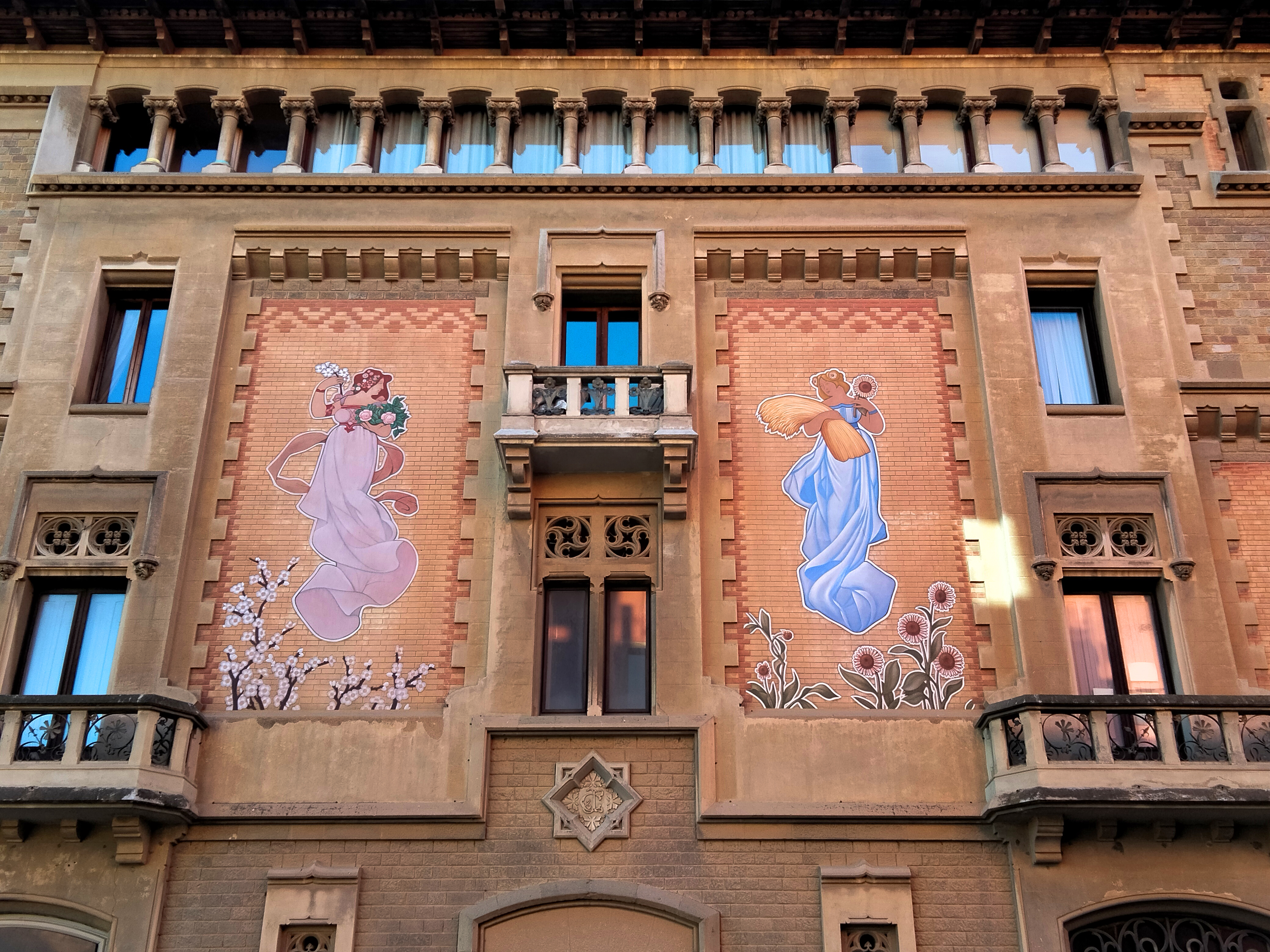
Esgrafiats de la Primavera i l'Estiu
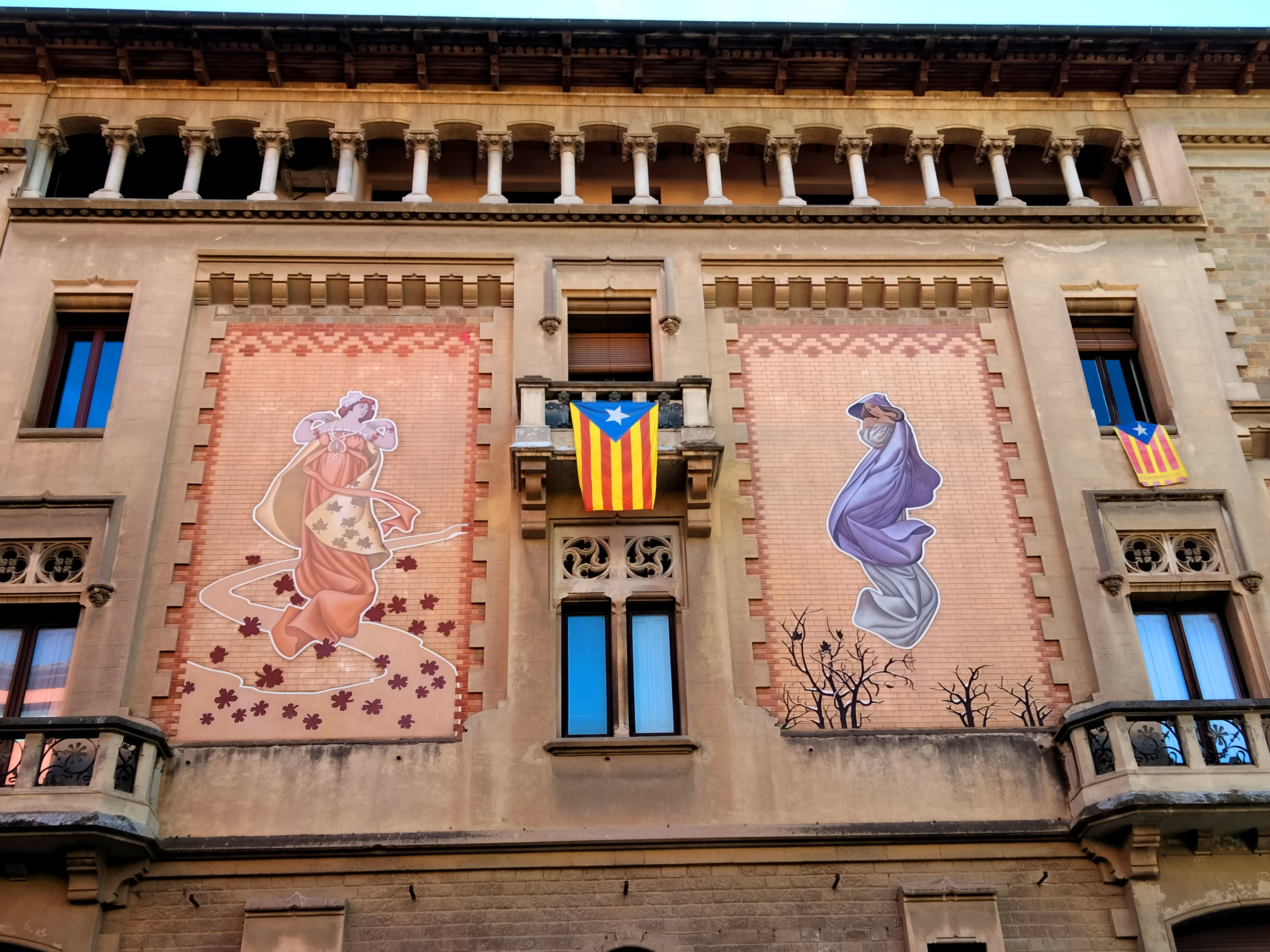
Esgrafiats de la Tardor i l'Hivern

## Història
És una construcció modernista, edificada l'any 1896, d'influència medieval com es pot veure per la torreta i les diferents torres. Vers l'any 1869 s'enderrocaren les muralles i la ciutat es va poder expansionar. Aquesta casa forma part de l'eixample que es produir a partir de 1900. Al redós d'aquest any s'obrí el carrer de Verdaguer per tal de comunicar-lo amb l'escola el Crall i diverses dependències de la Casa de la Vila. La planta baixa és destinada a comerços.